# Guildhall (Vermont)
Guildhall ist eine Town im Essex County im US-Bundesstaat Vermont. Sie hatte bei der letzten Volkszählung im Jahr 2020 insgesamt 262 Einwohner. Sie ist Teil der Berlin Micropolitan Statistical Area und Verwaltungssitz (Shire Town) des Countys. Guildhall ist die kleinste Shire Town eines Countys in Vermont.

## Geografie

### Geografische Lage
Guildhall liegt im Südosten des Essex Countys. Der Connecticut River bildet die östliche Grenze zu New Hampshire, mehrere kleinere Zuflüsse des Connecticut Rivers entwässern das Gebiet der Town. Es gibt keine größere Seen auf dem Gebiet der Town. Die Oberfläche ist hügelig, die höchste Erhebung ist der 819 m hohe Stone Mountain.

### Nachbargemeinden
Alle Entfernungen sind als Luftlinien zwischen den offiziellen Koordinaten der Orte aus der Volkszählung 2010 angegeben.
- Norden: Maidstone, 4,7 km
- Nordosten: Northumberland, 10,2 km
- Südosten: Lancaster, 7,7 km
- Süden: Lunenburg, 10,9 km
- Westen: Victory, 23,0 km
- Nordwesten: Granby, 10,9 km

### Klima
Die mittlere Durchschnittstemperatur in Guildhall liegt zwischen −11,7 °C (11 °Fahrenheit) im Januar und 18,3 °C (65 °Fahrenheit) im Juli. Damit ist der Ort gegenüber dem langjährigen Mittel der USA um etwa 9 Grad kühler. Die Schneefälle zwischen Mitte Oktober und Mitte Mai liegen mit mehr als zwei Metern etwa doppelt so hoch wie die mittlere Schneehöhe in den USA. Die tägliche Sonnenscheindauer liegt am unteren Rand des Wertespektrums der USA, zwischen September und Mitte Dezember sogar deutlich darunter.

## Geschichte
Der Grant für Guildhall wurde am 10. Oktober 1761 von Benning Wentworth im Rahmen der New Hampshire Grants an Elisha Hall und weiteren vergeben. Es ist nicht sicher, wie der Name entstanden ist. Es gibt nur eine andere Guildhall, die London Guildhall. Die Besiedlung startete 1764 im Südlichen Teil des Gebietes, als man noch dachte, dieser Teil würde zur Town Lunenburg gehören. Die ersten Siedler waren David Page, Thimothy Nash und George Wheeler. Weitere folgten in den nächsten Jahren. Sie brachten ihre Habe und ihr Saatgut in Kanus von Northfield Massachusetts. Während des Amerikanischen Unabhängigkeitskriegs wurden die Bewohner der Town mehrfach durch Indianer oder königstreue Briten überfallen. Häuser wurden geplündert und mehrere Bewohner in Gefangenschaft verschleppt.
Die erste dokumentierte Versammlung der Town fand im März 1785 statt, doch aus Aufzeichnungen geht hervor, dass die konstituierende Sitzung bereits zuvor stattgefunden hatte. Zwei weiterführende Schulen wurden in der Town gebaut, beide sind jedoch abgebrannt.

### Einwohnerentwicklung
| Volkszählungsergebnisse – Town of Guildhall, Vermont | Volkszählungsergebnisse – Town of Guildhall, Vermont | Volkszählungsergebnisse – Town of Guildhall, Vermont | Volkszählungsergebnisse – Town of Guildhall, Vermont | Volkszählungsergebnisse – Town of Guildhall, Vermont | Volkszählungsergebnisse – Town of Guildhall, Vermont | Volkszählungsergebnisse – Town of Guildhall, Vermont | Volkszählungsergebnisse – Town of Guildhall, Vermont | Volkszählungsergebnisse – Town of Guildhall, Vermont | Volkszählungsergebnisse – Town of Guildhall, Vermont | Volkszählungsergebnisse – Town of Guildhall, Vermont |
| Jahr                                                 | 1700                                                 | 1710                                                 | 1720                                                 | 1730                                                 | 1740                                                 | 1750                                                 | 1760                                                 | 1770                                                 | 1780                                                 | 1790                                                 |
| ---------------------------------------------------- | ---------------------------------------------------- | ---------------------------------------------------- | ---------------------------------------------------- | ---------------------------------------------------- | ---------------------------------------------------- | ---------------------------------------------------- | ---------------------------------------------------- | ---------------------------------------------------- | ---------------------------------------------------- | ---------------------------------------------------- |
| Einwohner                                            |                                                      |                                                      |                                                      |                                                      |                                                      |                                                      |                                                      |                                                      |                                                      | 158                                                  |
| Jahr                                                 | 1800                                                 | 1810                                                 | 1820                                                 | 1830                                                 | 1840                                                 | 1850                                                 | 1860                                                 | 1870                                                 | 1880                                                 | 1890                                                 |
| Einwohner                                            | 296                                                  | 544                                                  | 529                                                  | 481                                                  | 470                                                  | 501                                                  | 552                                                  | 483                                                  | 558                                                  | 511                                                  |
| Jahr                                                 | 1900                                                 | 1910                                                 | 1920                                                 | 1930                                                 | 1940                                                 | 1950                                                 | 1960                                                 | 1970                                                 | 1980                                                 | 1990                                                 |
| Einwohner                                            | 455                                                  | 445                                                  | 376                                                  | 351                                                  | 313                                                  | 270                                                  | 248                                                  | 169                                                  | 202                                                  | 270                                                  |
| Jahr                                                 | 2000                                                 | 2010                                                 | 2020                                                 | 2030                                                 | 2040                                                 | 2050                                                 | 2060                                                 | 2070                                                 | 2080                                                 | 2090                                                 |
| Einwohner                                            | 268                                                  | 261                                                  | 262                                                  |                                                      |                                                      |                                                      |                                                      |                                                      |                                                      |                                                      |

## Wirtschaft und Infrastruktur

### Verkehr
Der U.S. Highway 2 erreicht im Südosten die Town in nördlicher Richtung, nach wenigen Meilen verlässt er über die River Bridge die Town nach New Hampshire, um auf der östlichen Seite des Connecticut Rivers nach Norden zu verlaufen. Auf der westlichen Seite verläuft die Vermont State Route 102 von Maidstone im Norden und dann über den Highway 2 nach Lunenburg im Süden. Es gibt nur wenige weitere Straßen auf dem Gebiet der Town. Der Bahnhof Guildhall lag an der Bahnstrecke Quebec Junction–Lime Ridge.

### Öffentliche Einrichtungen
Das Northeastern Vermont Regional Hospital in St. Johnsbury ist das nächstgelegene Krankenhaus für die Bewohner der Town.

### Bildung

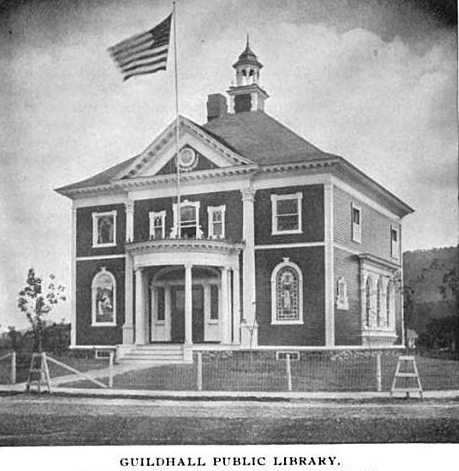
Guildhall Public Library

Guildhall gehört mit Concord, Granby, Kirby, Lunenburg, Maidstone, Victory und Waterford zur Essex-Caledonia Supervisory Union. Die Guildhall Elementary School bietet momentan drei Klassen an.
Die Guildhall Public Library befindet sich an der Bridge Street nahe dem Connecticut River. Das Grundstück, auf dem das Gebäude errichtet wurde, schenkte im Jahr 1900 Colonel E. C. Benton der Town. Zuvor befand sich auf diesem Grundstück das Essex House, eines der Besten Hotels der Gegend, welches von Charles Hartshorn betrieben wurde. Es brannte 1892 ab und 1900 verkaufte Hartshorn das Grundstück an Benton. Der Grundstein für das neue Gebäude wurde am 27. September 1900 gelegt. Gleichzeitig war es auch der Versammlungsort der Freimaurer-Loge. Das Gebäude wurde 1901 fertiggestellt und eingeweiht.

## Persönlichkeiten

### Persönlichkeiten, die vor Ort gewirkt haben
- Samuel Read Hall (1795–1877), Priester und Lehrer, gründete das erste Institut für die Lehrerausbildung
- John S. Wells (1803–1860), Anwalt und Politiker